# Einar Olsen (filmfotograf)
 Der er flere personer med dette navn, se Einar Olsen.
Einar Olof Olsen (11. maj 1886 i København – 11. april 1966) var en dansk filmfotograf.
Einer Olsen blev ansat på Nordisk Films Teknik i 1905, hvor han i 1909 afsluttede en uddannelse som fotograf og han fortsatte derefter hos Nordisk Film til 1926. 
Efterfølgende arbejdede han blandt andet sammen med Carl Th. Dreyer i Norge (med filmen Glomdalsbruden) efterfulgt af et par år i Malmø, hvorefter han blev tilknyttet Palladium Film som fotograf og senere cheffotograf, indtil han i 1955 afsluttede karrieren efter optagelsen af filmen Ild og jord instrueret af Kai Wilton.
Einar Olsen medvirkede ved optagelserne af mere end 300 spillefilm, instrueret af blandt andet August Blom, A.W. Sandberg, Carl Th. Dreyer, Emanuel Gregers, Johan Jacobsen, Kai Wilton, Karl Mantzius, Lau Lauritzen senior og Martinius Nielsen.
I 1954 var Einar Olsen medstifter af Dansk Filmfotograf Forbund, og senere blev han udnævnt som foreningens første æresmedlem.

## Filmografi
| - Manden med de ni Fingre I - (1915) - Manden med de ni Fingre II - (1915) - Cowboymillionæren - (1915) - Den skønne Evelyn - (1916) - Ene i Verden - (1916) - Hendes Fortid - (1916) - Proletardrengen - (1916) - Stakkels Meta - (1916) - Grubeejerens Død - (1916) - En Skilsmisse - (1916) - Fiskerlejets Datter - (1917) - Den sorte Kugle - (1917) - Naar Hjertet sælges - (1917) - Midnatssjælen - (1917) - Amors Hjælpetropper - (1917) - En Lykkeper - (1918) - Prøvens Dag - (1918) - Tidens barn - (1918) - Lykketyven - (1918) - Prinsens Kærlighed - (1920) - En Skuespillers Kærlighed - (1920) - Manden, der sejrede - (1920) - Alpejægernes Indtog i København - (1920) | - Alpejægernes Ankomst I-II - (1920) - Vor fælles Ven - (1921) - Kan disse Øjne lyve? - (1921) - Pigen fra Sydhavsøen - (1922) - Store Forventninger - (1922) - Lasse Månsson fra Skaane - (1923) - Nedbrudte Nerver - (1923) - Paa Slaget 12 - (1923) - Lille Dorrit - (1924) - Min Ven Privatdetektiven - (1924) - Kærligheds-Øen - (1924) - Det store Hjerte - (1925) - Glomdalsbruden - (1926) - Klovnen - (1926) - Højt paa en Kvist - (1929) - Hr. Tell og Søn - (1930) - Pas paa Pigerne - (1930) - De bør forelske Dem - (1935) - Mille, Marie og mig - (1937) - Cocktail - (1937) - Den gamle Præst - (1939) - I de gode gamle Dage - (1940) - Sommerglæder - (1940) | - Kan de svømme? - (1940) - Tante Cramers Testamente - (1941) - Wienerbarnet - (1941) - Tag det som en Mand - ! - (1941) - Med Baad og Sejl paa Isefjorden - (1941) - Et Skud før Midnat - (1942) - Ballade i Nyhavn - (1942) - Baby paa Eventyr - (1942) - Vi kunde ha' det saa rart ! - (1942) - Mine kære Koner - (1943) - Som du vil ha' mig - ! - (1943) - Møllen - (1943) - Biskoppen - (1944) - Otte akkorder - (1944) - De tre Skolekammerater - (1944) - I Gaar og i Morgen - (1945) - Mens Sagføreren sover - (1945) - Far betaler - (1946) - Lykke på rejsen - (1947) - My Name is Petersen - (1947) - Hvor er Far? - (1948) - Tyske flygtninge i Danmark - (1949) - Det gælder os alle - (1949) | - Den stjålne minister - (1949) - Lejlighed til leje - (1949) - En fin forretning - (1949) - I gabestokken - (1950) - Din fortid er glemt - (1950) - Lyn-fotografen - (1950) - Smedestræde 4 - (1950) - Hold fingrene fra mor - (1951) - Dorte - (1951) - Vores fjerde Far - (1951) - Her er vi igen - (1952) - Avismanden - (1952) - Kærlighedsdoktoren - (1952) - Ta' Pelle med - (1952) - Det gælder livet - (1953) - Hejrenæs - (1953) - Min søn Peter - (1953) - Et eventyr om tre - (1954) - Fy og Bi på Eventyr - (1955) - Ild og jord - (1955) - Skarpe skud i Nyhavn - (1957) |